# Moskvitch (bateau)
Pour les articles homonymes, voir Moskvitch.

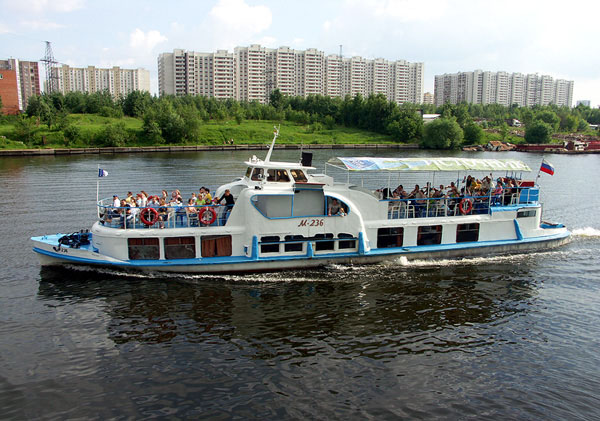
Moskvitch à Moscou, 2005

Le Moskvitch (projets 515 et 544) est un type de bateau fluvial soviétique, construit entre 1948 et les années 1960 dans l'usine de bateaux fluviaux de Moscou. Ces bateaux sont utilisés pour le tourisme fluvial, mais aussi comme un mode de transport en commun. C'est pourquoi les Moskvitch et les autres petits bateaux fluviaux sont connus comme les tramways fluviaux en Russie.  
Aujourd'hui, beaucoup de Moskvitch sont encore utilisés. Quelques-uns ont été transformés en party-boats, restaurants et cafés flottants.

## Caractéristiques
- Longueur : 27,25 m
- Largeur : 4,8 m
- Abaissement : 0,7 à 0,8 m
- Hauteur du bord : 1,4 m
- Vitesse : 17 à 20 km/h
- Puissance du moteur : 150 cv ou 170 cv
- Capacité en passagers : 150